# Campsicnemus deficiens
Campsicnemus deficiens är en tvåvingeart som beskrevs av Octave Parent 1939. Campsicnemus deficiens ingår i släktet Campsicnemus och familjen styltflugor. Inga underarter finns listade i Catalogue of Life.